# Zofia Warczygłowa-Piotrowska
Zofia Warczygłowa-Piotrowska (ur. 14 października 1914 w Warszawie, zm. 30 października 2006 tamże) – bibliotekarka, wicedyrektor Biblioteki Głównej Szkoły Głównej Gospodarstwa Wiejskiego w Warszawie (1958-1976).

## Życiorys
Po ukończeniu szkoły powszechnej kontynuowała naukę w Prywatnym Gimnazjum Julii Statkowskiej w Warszawie. W 1933 r. zdała maturę i rozpoczęła studia polonistyczne na Wydziale Humanistycznym Uniwersytetu Warszawskiego. Ze względu na trudne warunki materialne i konieczność podjęcia pracy zarobkowej po roku przerwała studia. W 1935 r. ukończyła Prywatną Jednoroczną Koedukacyjną Szkołę Bibliotekarską Zarządu Miejskiego m.st. Warszawy i po odbyciu trzymiesięcznej praktyki w Bibliotece Publicznej m.st. Warszawy podjęła tam pracę, uczestnicząc w porządkowaniu i opracowaniu księgozbioru hr. Jakuba Potockiego. Od 1 kwietnia 1936 r. pracowała w Filii Dzielnicowej na Pradze przy ul. Wileńskiej 13, a po roku objęła kierownictwo Wypożyczalni Nr 21 na Żoliborzu przy ul. Felińskiego 15, organizując pierwszą placówkę z wolnym dostępem do półek. W latach 1938–1939 była słuchaczką Szkoły Nauk Politycznych na Wydziale Społecznym, ale wojna przerwała studia. Po zamknięciu przez władze okupacyjne w 1942 r. wszystkich bibliotek publicznych w Warszawie, została przeniesiona do Biblioteki Głównej przy ul. Koszykowej 26 i pracowała jako kierownik Kancelarii do wybuchu Powstania warszawskiego. Została też przydzielona do ekipy zabezpieczającej księgozbiór Biblioteki Głównej oraz zgromadzone w bibliotece przy Koszykowej cenne zbiory z placówek terenowych. Od 1942 r. włączyła się do pracy konspiracyjnej w AK (pseudonimy: „Skawa” i „Stachurowicz”).

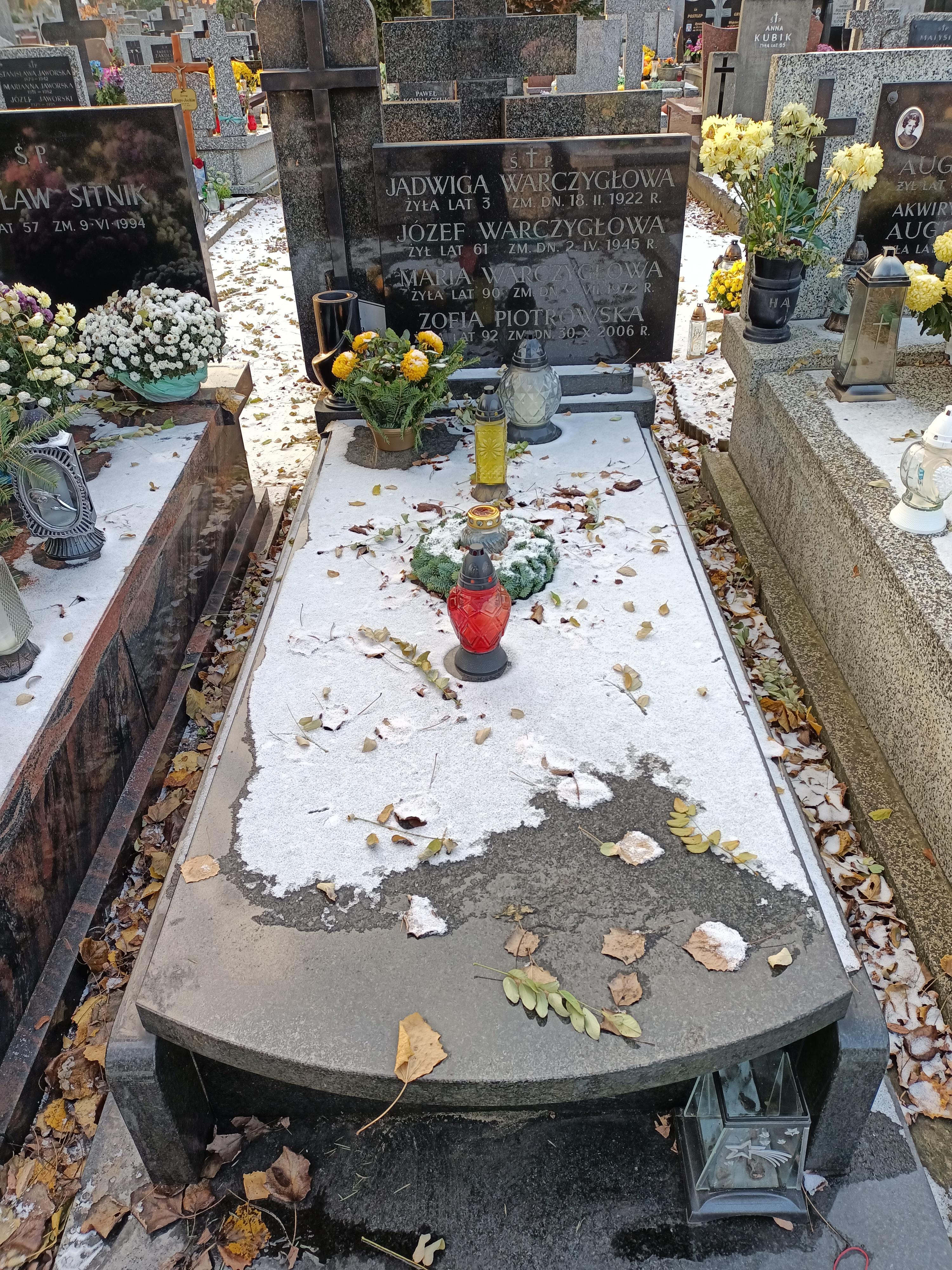
Grób Zofii Warczygłowy-Piotrowskiej na Cmentarzu Bródnowskim.

Przechowywała w mieszkaniu przy ul. Nowiniarskiej materiały archiwalne batalionu szturmowego w Państwowym Korpusie Bezpieczeństwa, dowodzonego przez Alfreda Kurczewskiego (ps. „Ambrozja”) – jej bezpośredniego dowódcę. Po upadku powstania została wywieziona w Opoczyńskie. Wróciła do Warszawy w lutym 1945 r. i zgłosiła się do pracy w Bibliotece Publicznej m.st. Warszawy, gdzie objęła stanowisko kierownika Referatu Organizacyjno-Sprawozdawczego. Brała udział w akcji rewindykacyjnej zbiorów bibliotek polskich wywiezionych przez Niemców na Dolny Śląsk. W 1948 r. jako starszy bibliotekarz, objęła kierownictwo Czytelni w Dziale Wydawnictw Periodycznych. Dodatkowo, od 1948 r. do kwietnia 1950 r. prowadziła wypożyczalnię książek w Ognisku Warszawskim Polskiej YMCA. W 1951 r. ukończyła Ogólnopolski Kurs Kartograficzny prowadzony przez Centralny Zarząd Bibliotek i przy współpracy merytorycznej z płk. dr Marianem Łodyńskim zorganizowała Oddział Kartografii obejmując jego kierownictwo. Z Biblioteki Publicznej m.st. Warszawy odeszła 30 listopada 1953 r. do Szkoły Głównej Gospodarstwa Wiejskiego (SGGW) w Warszawie, gdzie zorganizowała od podstaw bibliotekę Wydziału Ekonomiczno-Rolnego, którą przez cztery lata kierowała. W 1958 r. została powołana na stanowisko wicedyrektora Biblioteki Głównej SGGW i pełniła tę funkcję blisko 20 lat do przejścia na emeryturę. Z jej inicjatywy powstała sieć bibliotek wydziałowych z nowoczesnym warsztatem informacyjno-bibliograficznym. Brała też czynny udział w organizowaniu i pracach Komisji Koordynacyjnej Rolniczych Bibliotek Naukowych różnych resortów, zajmującej się głównie planowym gromadzeniem zagranicznych wydawnictw ciągłych.
Zmarła 30 października 2006, pochowana została na Cmentarzu Bródnowskim w Warszawie, kwatera 74 E, rząd 3, grób 23.

## Działalność społeczna
Równolegle z pracą zawodową działała w Związku Bibliotekarzy Polskich, do którego wstąpiła w 1936 r. W latach 1945–1947 była sekretarzem Zarządu Okręgu (wówczas koła) i uczestniczyła w pracach nad utworzeniem jednej organizacji bibliotekarzy i archiwistów, czego rezultatem w 1946 r. był Związek Bibliotekarzy i Archiwistów Polskich. Pełniła w Okręgu Warszawskim różne funkcje. Wielokrotnie była wiceprzewodniczącą Zarządu i przewodniczącą Komisji Rewizyjnej. Była współzałożycielką i wiceprzewodniczącą utworzonego w 1964 r. Zespołu Historyczno-Pamiętnikarskiego Okręgu Stołecznego SBP i pracując tam przez ponad 40 lat. Była też członkiem Kolegium Redakcyjnego opracowywanej przez Zespół serii SBP „Bibliotekarze Polscy we Wspomnieniach Współczesnych”.

## Wybrane publikacje
- O analfabetyzmie kartograficznym. [Współautor Marian Łodyński]. „Problemy” 1952, nr 5, s. 324,
- W sprawie organizacji bibliotecznej służby kartograficznej. Warszawa: Biblioteka Publiczna m. st. Warszawy 1952,
- Biblioteka Główna w „Zeszytach Naukowych SGGW”. „Zeszyty Naukowe SGGW. Zeszyt specjalny” 1965, nr 2,
- Pięćdziesięciolecie Biblioteki Głównej Szkoły Głównej Gospodarstwa Wiejskiego. „Zeszyty Naukowe SGGW. Seria Historyczna” 1969, z. 6, s. 190–207,
- Biblioteka Główna Akademii Rolniczej w Warszawie (d. SGGW) w XXX-leciu PRL. „Zeszyty Naukowe Akademii Rolniczej. Seria Historyczna” 1975, z. 12, s. 156–164,
- Antoni Żabko-Potopowicz (1895-1980). „Przegląd Biblioteczny” 1981, z. 2,
- Ekonomista i historyk rolnictwa, bibliotekarz – Antoni Żabko-Potopowicz. W: W kręgu nauki i bibliotek. Warszawa: SBP, 1993, s. 73–82 (Bibliotekarze Polscy we Wspomnieniach Współczesnych; t. 3) ISBN 83-85778-04-7.
- Janina Peszyńska – organizatorka Działu Sztuki Biblioteki Publicznej w Warszawie. [Współautor Maria Dybaczewska]. W: Kustosze zbiorów specjalnych. Warszawa: SBP, 2004, s. 75–83 (Bibliotekarze Polscy we Wspomnieniach Współczesnych; t. 8) ISBN 83-87629-77-4.
- 45 lat działalności Zespołu Historyczno-Pamiętnikarskiego przy Oddziale Warszawskim SBP. [Współautor Maria Dybaczewska]. „Bibliotekarz” 2009, nr 10, s. 12–14.

## Odznaczenia
- Odznaka „Zasłużony Działacz Kultury” (1966),
- Złoty Krzyż Zasługi (1966),
- Krzyż Kawalerski Orderu Odrodzenia Polski[3],
- Krajowy Zjazd Delegatów SBP nadał Z. Warczygłowie-Piotrowskiej 8 czerwca 2001 r. godność Honorowego Członka SBP[4].